# Bulbophyllum dibothron
Bulbophyllum dibothron là một loài phong lan thuộc chi Bulbophyllum.